# Загор'ївка
Загор'ївка (рос. Загорьевка) — селище Черняховського району, Калінінградської області Росії. Входить до складу Калузького сільського поселення.
Населення —  11 осіб (2015 рік). 

## Населення
| 2002 | 2010 |
| ---- | ---- |
| 10   | ↗11  |